# Сукоб на Црвеном мору
Сукоб на Црвеном мору   је актуелни војни сукоб који је почео 19. октобра 2023. године, када је покрет Хута који подржава Иран у Јемену покренуо бараж пројектила и наоружаних дронова на Израел. Хути су извели вишеструке заплене цивилних теретних бродова који су пловили у близини јеменске обале, и тврдили су да је сваки брод повезан са Израелом мета,  иако је више бродова без очигледне везе са Израелом такође било нападнуто.  Хути су изјавили да неће стати док Израел не прекине рат против Хамаса.   Криза на Црвеном мору део је ширег посредничког рата између Сједињених Држава и Ирана. 
Покрет Хута, који води рат против међународно признате владе Јемена, контролише значајан дио обалне територије земље дуж Црвеног мора од 2014. Грађански рат је довео до великог интерног расељавања, поморске блокаде предвођене Саудијском Арабијом и блокаде извоза нафте који је допринео глади у Јемену од 2016. године, једној од најгорих глади у свету. Убрзо након почетка рата између Израела и Хамаса, многи од напада Хута ракетама и беспилотним летелицама у помоћ Хамасу пресрели су израелски антибалистички пројектили типа Хец; други нису достигли своје циљеве или су их пресрели Израелско ратно ваздухопловство, Америчка ратна морнарица и Француска ратна морнарица.
Снаге Хута су такође отворили ватру на трговачке бродове разних земаља у Црвеном мору, посебно у Баб-ел-Мандебу — уском грлу глобалне економије поштп је мореуз јужна поморска капија ка Суецком каналу у Египту. Да би се избjегли напади Хута, стотине трговачких бродова су преусмjерени да плове око Јужне Африке.
Активности Хута у Црвеном мору изазвале су војни одговор бројних земаља; Сједињених Држава, које су организовале операцију Чувар напретка да би заштитиле бродску руту Црвеног мора, бомбардовале су дијелове Јемена које контролишу Хути и напале бродове Хута у Црвеном мору. Од 12. јануара, Сједињене Државе и Уједињено Краљевство предводиле су серију ракетних удара коалиције против Хута, док су друге земље почеле самостално да патролирају водама у близини Јемена. 